# Еме де Рівері
Еме дю Бюк де Рівері (фр. Aimée Du Buc de Rivéry; нар. 4 грудня 1776, Ла Робер, Мартиніка — дата смерті невідома) — дочка французького плантатора з Мартиніки, далека родичка Жозефіни де Богарне.

## Життєпис
Батьком Еме був Анрі-Жакоб дю Бюк де Рівері (1748—1808), член Директорії колоніальної асамблеї Мартиніки; матір'ю — Марія-Анна д'Арбуссе-Бофон (фр. d'Arbousset-Beaufond, 1739—1811). 1785 року у віці 9 років Еме вступила на виховання в один з монастирів сестер-візитанток у Нанті. Влітку 1788 року Еме покинула Францію на кораблі, який безслідно зник у морі.
Існує легенда, що Еме захопили пірати, продали її в гарем османського султана Абдул-Гаміда I і вона стала матір'ю султана Махмуда II. Вперше цю версію висловив 1923 року Б. Мортон, який у книзі «Прихована імператриця» ототожнив Еме дю Бюк із Накшиділь Султан, сьомою дружиною султана Абдул-Гаміда I. Однак відомо, що Накшиділь народилася 1766 року і була на десять років старшою від Еме. Накшиділь потрапила до Стамбула в ранньому дитинстві і її виховувала в одному з палаців султанської сім'ї Есма-султан, сестра Абдул-Гаміда I. Крім того, всі троє дітей Накшиділь — Мурад (1783—1784/1785), Махмуд (1785—1839) і Саліха (1786—1787) — народилися за кілька років до того, як корабель з Еме пропав у морі.
Легенді про «кузину» імператриці Жозефіну де Богарне, яка стала «царицею Сходу» на зразок Роксолани, присвячено декілька історичних романів (наприклад, «Маріанна у вогняному вінку» Жульєтти Бенцоні). Еме часто показують як французьку патріотку і католичку, яка заради високих ідеалів заточила себе в гаремі. Принц Михайло Грецький (онук Георга I) видав 1983 року роман «Султана», який кілька років по тому екранізовано під назвою «Сила пристрасті».